# 이뇌왕
이뇌왕(異腦王, 생몰년 미상), 일명  이부리지가(已富利知加)이다. 대가야 시조 이진아시왕(伊珍阿豉王)의 8세손으로 부인은 신라의 이찬(伊飡) 비지배(比枝輩)의 누이이다.

## 생애
대가야 시조 이진아시왕의 8세손으로 왕비는 신라의 이찬(伊飡) 비지배(比枝輩)의 딸 혹은 누이이다.
6세기에 들어서면서 백제와 신라의 공격이 계속되자 신라와의 친선을 도모하여 522년(신라 법흥왕 9) 신라에 청혼하여 비지배(比枝輩)의 딸(또는 누이)을 왕비로 맞아들였다. 신라는 시집 보내면서 100명의 시종들도 함께 보냈는데, 시종들이 가야의 복식을 거부하는 등 이들의 태도가 문제되어 양국의 관계가 좋지 않아 이에 신라가 왕비의 송환을 요구하였으나 거절하였습니다. 524년에는 신라 남부 국경선을 순시하던 법흥왕과 만나기도 하였다.

## 가족 관계
- 부인 : 양화공주(兩花公主) - 호조(好助)와 선혜부인(善兮夫人)의 딸
  - 아들 : 도설지왕(道設智王)
  - 아들 : 월광태자(月光太子)
  - 딸 : 월화공주(月華公主)
  - 사위 : 신라 진흥왕(眞興王)
    - 외손 : 천주공(天柱公)
    - 외손 : 덕명공주(德明公主)

## 같이 보기
- 대가야의 역대 국왕

| 전임 (6~7대) 하지왕 | 한반도의 국가 원수 | 후임 (9 또는 16대) 도설지왕 |